# Melanochaeta parca
Melanochaeta parca är en tvåvingeart som beskrevs av Yang, D. 1991. Melanochaeta parca ingår i släktet Melanochaeta och familjen fritflugor. Inga underarter finns listade i Catalogue of Life.